# Cybianthus obovatus
Cybianthus obovatus là một loài thực vật có hoa trong họ Anh thảo. Loài này được Mart. ex Miq. mô tả khoa học đầu tiên năm 1856.